# أساطير الاتحاد الأوروبي
أساطير الاتحاد الأوروبي هو الاسم الذي تطلقه المفوضية الأوروبية على أخبار وسائل الإعلام حول سياساتها التي تدعي أنها غير حقيقية. وينظر عادة إلى مثل هذه الادعاءات على أنها تحط من قدر المفوضية الأوروبية وسخفها البيروقراطي المفترض. The European وكثيرًا ما تعلن المفوضية الأوروبية أن مثل هذه الأخبار هي من اختلاق الإعلام، بينما يدعي المتشككون في الاتحاد الأوروبي أن هذه الأخبار حقيقية غالبًا، وأن ردة الفعل العدائية للإعلام قد تسببت في التخلي عن السياسات غير المرغوب فيها. ويستخدم بعض المتشككين في الاتحاد الأوروبي الآن تعبير «أساطير الاتحاد الأوروبي» لوصف الادعاءات المبالغ فيها حول إنجازات الاتحاد الأوروبي.
وفي بعض الأحيان، تستمر المناقشات حول ادعاء معين، وإذا ما كان صحيحًا أو غير صحيح لفترة طويلة بعد ظهور الخبر الأصلي. وأحيانًا، قد تبرز أساطير الاتحاد الأوروبي، عندما تنسب تصرفات المنظمات الأوروبية المختلفة مثل مجلس أوروبا بالخطأ إلى الاتحاد الأوروبي.
وقد قدم الاتحاد الأوروبي سياسة دحض التغطية السلبية علنًا لأنه يعتبرها غير عادلة ومشوهة.

## مصدر أساطير الاتحاد الأوروبي
توجه أغلب اتهامات التقارير الإخبارية المشوهه أو غير الصادقة إلى الأقسام المتحفظة والمتشككة في الاتحاد الأوروبي من الإعلام البريطاني. وغالبًا تقدم هذه الأخبار الصحفية الخدمة المدنية الأوروبية في صورة تجعلها تبدو وكأنها تضع قواعد «تتحدى الذوق العام». وتتضمن الأمثلة المذكورة على أساطير الاتحاد الأوروبي أخبارًا حول قوانين تمنع فطائر اللحم المفروم، والموز المتقوس، والبازلاء المهروسة. ومن بين هذه الأخبار أيضًا أن محال الأسماك والرقائق الإنجليزية سوف يكون لزامًا عليها اتخاذ أسماء لاتينية للأسماك (ذا صن، 5 سبتمبر 2001)، وأن الحافلات ذات الطابقين سوف يتم حظرها (ذي تايمز، 9 أبريل 1998)، وأن نبات الراوند البريطاني يجب أن يكون مستقيمًا وأن النادلات عليهن تغطية صدورهن العارية.
وفي بعض الحالات، تم تتبع مثل هذا النوع من الأخبار لدراسة المحاولات التي تقوم بها جماعات الضغط للتأثير على إجراءات البيروقراطية الأوروبية، مثل فرض الرسوم الجمركية. كما ادعى مسؤولو الاتحاد الأوروبي أيضًا أن العديد من مثل هذه الأخبار هي نتيجة لمعلومات غير واضحة حول السياسات المعقدة، وادعوا أنهم قد اكتشفوا أخطاءً طفيفة في هذه الأخبار كدليل على أنها مختلقة بالكامل.

### الموز المستقيم
يعد الادعاء حول الموز المتقوس واحدًا من الادعاءات طويلة الأمد والشهيرة والنمطية  التي تستخدم في عناوين الصحف في إشارة لأساطير الاتحاد الأوروبي. كما أنها مثال على القضايا الخاصة بالجودة والمعايير المقبولة، حيث تحدد التشريعات بالفعل أقل حد مقبول للأبعاد. كما ينص أيضًا على أن الموز يجب أن يكون خاليًا من التشوه أو التقوس غير الطبيعي. ومع ذلك، فإن القوانين الخاصة بالشكل لا تنطبق بالكامل سوى على الموز الذي يباع ضمن الفئة إكسترا؛ ويسمح ببعض عيوب الشكل (ولكن ليس الحجم) في الموز من الفئة الأولى والفئة الثانية.
وفي 29 يوليو 2008، عقدت المفوضية الأوروبية تصويتًا برلمانيًا حول إلغاء بعض التشريعات الخاصة بالفاكهة والخضروات (ولكن ليس الموز). ووفقًا للبيان الصحفي الصادر عن المفوضية، «في هذه الفترة التي تتميز بأسعارها المرتفعة والطلب المتزايد، يصبح من غير المنطقي التخلص من هذه المنتجات أو تدميرها [...] فلا ينبغي أن تصبح مهمة الاتحاد الأوروبي تنظيم هذه الأشياء. ومن الأفضل تركها لمشغلي السوق.» وقد ادعت بعض مصادر المتشككين في الاتحاد الأوروبي أن هذا اعتراف بأن اللوائح الأصلية قد حظرت بالفعل الفاكهة والخضروات نتيجة لعدم ملاءمتها لمواصفات الحجم أو الشكل.
وفي 25 مارس 2010، أشار مقال في بي بي سي إلى لوائح الاتحاد الأوروبي الخاصة بتوحيد الشكل محل النفاذ: «التفاح والحمضيات وفاكهة الكيوي والخس والخوخ والنكتارين والكمثرى والفراولة والفلفل الحلو وعنب المائدة والطماطم،» (ولكن ليس الموز)، و«معايير التسويق لـ 26 نوعًا من منتجات أعضاء البرلمان الأوروبي في نوفمبر 2008، في مسعى للتقليل من بيروقراطية الاتحاد الأوروبي، لتعود الفواكه والخضروات المشوهة للبيع في المملكة المتحدة الصيف الماضي. وقد حدث هذا بعد أن اتضح أن خمس المنتجات قد تم رفضها من قبل المحلات التجارية في جميع أنحاء الاتحاد الأوروبي لأنها فشلت في تلبية المواصفات.»

## وصلات خارجية
- Euromyths from the European Commission
- أساطير الاتحاد الأوروبي على موقع هيئة الإذاعة البريطانية (بالإنجليزية)
- Standards myths from CEN